# 葉形海龍
葉形海龍（学名：Phycodurus eques，又稱枝葉海馬或叶海龙），為輻鰭魚綱海龍魚目海龍科的其中一種與海馬屬近親的海魚，也是葉形海龍屬的唯一成員。

## 分布
分布於南澳大利亞南部及西部海域，通常生活在較淺及温暖的海水

## 名稱由來
它们的名字源自它们的特性，也就是长得像叶子的凸形物体覆盖着它们的全身。这些凸起物并不带来使他们前进的推进力，而仅仅只是为了伪装。叶形海龙会从覆盖在脖子四周的胸鳍和尾部末端背后的背鳍获得行动的推进力。这些细小的鳍几乎完全透明并且很难看得清楚，因为它们每分钟来回荡动使海龙得以前进且使海龙看起来不过是飘动的海藻一样。
它的名字的由來，就像海馬一樣，也是因為和已知的生物（傳說中）相似所得來的。雖然不如海怪般巨大，但相對於海馬來說還是很大，生長後最少也有18英寸（大约45公分）。

## 習性
棲息深度4-30公尺，體長可達35公分，棲息在礁沙混合區海域，屬肉食性，捕食小型甲殼類、浮游生物、海藻和其他細小的漂浮殘骸為食，會模仿海草隨波漂浮，雌性叶形海龙将卵寄生在雄性海龙的尾上直到卵孵化。可作為觀賞魚。

## 保護程度
目前，叶形海龙正面临污染及因为其特殊外形而也面临着被潜水者意欲捕获成为收集品的危机。基于这些危机，澳州政府便将叶形海龙列为保育类生物。

## 文化形象
叶形海龙目前成为南澳大利亚海洋行事馆的官方会徽。

## 外部連結
- （英文） 南澳大利亚海洋行事馆会徽（官方網站）
- （英文） Dive画廊网:链接和多媒体资料 （页面存档备份，存于）
- （英文） 海洋生物网：更多信息
- （英文） 澳洲博物馆在线- 叶海龙与草海龙 （页面存档备份，存于）
- （英文） 关于叶形海龙的保护工作 （页面存档备份，存于）
- （英文） 国际自然保护联盟濒危物种红色名录于2016年5月12日重新评估由近危等级转为无危等级 （页面存档备份，存于）

## 擴展閱讀
維基物種上的相關：枝葉海馬